# Enzimszubsztrát

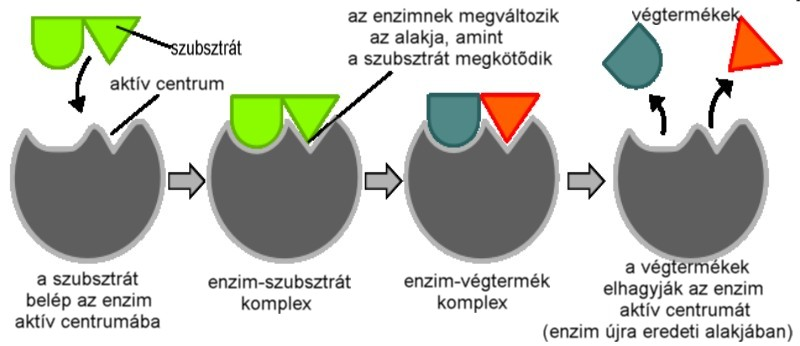
Az enzimek aktív centrumának működése az indukált illeszkedés modelnek megfelelően

Az enzim által katalizált reakció kiindulási vegyületét szubsztrátnak nevezik. Az enzim a biokémiai reakcióban ezen a molekulán fejti ki a hatását, megváltoztatva annak szerkezetét. Az enzim és szubsztrát közötti kapcsolatot gyenge, reverzibilis kölcsönhatások (elektrosztatikus kötések, H-hidak, hidrofób kölcsönhatások) biztosítják.

## Michaelis–Menten-kinetika

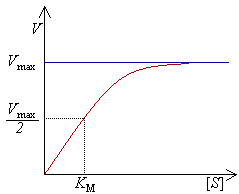
Enzimatikus reakció sebességének ábrázolása a szubsztrát koncentrációjának függvényében

A biokémia legismertebb enzimkinetikai modellje szerint az enzimatikus reakció sebessége egyetlen szubsztrát esetén a szubsztrát koncentrációjának függvénye:
{\displaystyle v={\frac {d[P]}{dt}}={\frac {V_{\max }{[S]}}{K_{m}+[S]}}.}
ahol {\displaystyle V_{\max }} az a maximális sebesség, amely maximális szubsztrátkoncentrációnál jön létre. Ez gyakorlatilag szubsztrátra nézve telített oldatnak felel meg. A Michaelis konstans {\displaystyle K_{m}} az a szubsztrátkoncentráció, amelynél a reakció sebessége a {\displaystyle V_{\max }} fele. Ha az enzimreakció sebességét a szubsztrát-koncentráció függvényében meghatározzuk és az eredményeket a koordináta-rendszerben ábrázoljuk, akkor egy hiperbolát kapunk.

## Kulcs-zár modell
Az enzim aktív centruma, azaz a szubsztrátkötő hely a kapcsolat létrejötte előtt is már megfelel a szubsztrát alakjának, készen áll a szubsztrát fogadásához. A kapcsolódás során az enzim geometriája nem változik.

## Indukált illeszkedés
A szubsztrát és a szubsztrátkötő hely közötti kölcsönhatás formálja ki a kapcsolat létrejöttéhez szükséges optimális szerkezetet, azaz a kapcsolódás során megváltozik az enzim geometriája.